# Tomáš Rybička
Tomáš Rybička (* 8. prosince 1953, Pardubice) je historik umění, estetik, ředitel galerie, kurátor a vysokoškolský pedagog.

## Život a dílo
V letech 1978–1986 studoval estetiku na Filozofické fakultě Univerzity Karlovy u prof. Jiřího Hájka a Jana Cigánka. Jeho diplomová práce Vlivy estetických koncepcí na kritické dílo F.X. Šaldy byla uznána jako rigorózní (Mgr., PhDr., 1986).
Od roku 1986 do roku 1989 byl jako vedoucí historik umění zaměstnán ve Východočeské galerii v Pardubicích, poté od roku 1990 jako odborný pracovník a historik umění Galerie moderního umění v Hradci Králové. Od roku 1997 do roku 2018 zastával funkci ředitele galerie. Externě přednášel na Pedagogické fakultě Univerzity Hradec Králové.
Galerie za jeho vedení prodělala v letech 2014–2016 celkovou rekonstrukci, při které se otevřel prostor kolem centrálního světlíku nad vstupní halou a byly citlivě restaurovány secesní prvky budovy, včetně vitráží, tapet, lustrů a původního nábytku. V XV. ročníku Národní soutěže muzeí Gloria Musaealis obdržel projekt „Rekonstrukce budovy Galerie moderního umění v Hradci Králové“ zvláštní ocenění v kategorii Muzejní počin roku. Nadace pro rozvoj architektury a stavitelství za rekonstrukci udělila prestižní titul Stavba roku 2017.